# Marc Bergevin
Pour les articles homonymes, voir Bergevin.
Marc Bergevin (né le 11 août 1965 à Montréal dans la province de Québec au Canada) est un joueur professionnel canadien de hockey sur glace devenu dirigeant. De 2012 à 2021, il est le directeur général des Canadiens de Montréal dans la Ligue nationale de hockey.

## Carrière
Marc Bergevin signe un contrat avec le Lightning de Tampa Bay en 1992 et gagne la médaille d'or avec l'équipe canadienne lors du championnat du monde de 1994. Après trois ans avec Tampa Bay, Bergevin rejoint les Red Wings de Détroit. Il joue ensuite avec les Blues de Saint-Louis et les Penguins de Pittsburgh pour finir sa carrière avec les Canucks de Vancouver.
Il se retire de la Ligue nationale de hockey durant la saison 2003-2004.Il est alors le 70e joueur de l'histoire de la LNH, à égalité avec Gilbert Perreault pour le nombre de matchs joués dans la LNH.
De 2005 à 2008, Bergevin travaille pour les Blackhawks de Chicago comme dépisteur au niveau professionnel (pro scout) et directeur des dépisteurs. Le 16 octobre 2008, il est nommé entraîneur adjoint pour les Blackhawks par le nouvel entraîneur-chef Joel Quenneville. Après une année à titre d'entraîneur adjoint, Bergevin accepte, à l'été 2009, le poste de directeur du personnel des Blackhawks de Chicago puis deux ans plus tard, il devient adjoint au directeur général en remplaçant Kevin Cheveldayoff, devenu directeur général des Jets de Winnipeg. Les Blackhawks gagnent la Coupe Stanley en 2010.
Le 2 mai 2012, Marc Bergevin est nommé directeur général des Canadiens de Montréal. Le 23 mai 2014, pour une deuxième année consécutive, il est finaliste pour l'obtention du trophée des directeurs généraux de la LNH. Le 25 novembre 2015, il signe une nouvelle entente avec Montréal jusqu'à la saison 2021-2022, lors de laquelle il est congédié par le club. Le 9 janvier 2022, Bergevin est embauché à titre de conseiller spécial pour le directeur général des Kings de Los Angeles.

## Statistiques

### En club
| Saison     | Équipe                        | Ligue      |       | Saison régulière | Saison régulière | Saison régulière | Saison régulière | Saison régulière |   | Séries éliminatoires | Séries éliminatoires | Séries éliminatoires | Séries éliminatoires | Séries éliminatoires |
| Saison     | Équipe                        | Ligue      | PJ    | B                | A                | Pts              | Pun              | PJ               | B | A                    | Pts                  | Pun                  |                      |                      |
| 1982-1983  | Saguenéens de Chicoutimi      | LHJMQ      | 64    | 3                | 27               | 30               | 113              | 5                | 0 | 0                    | 0                    | 26                   |                      |                      |
| 1983-1984  | Saguenéens de Chicoutimi      | LHJMQ      | 70    | 10               | 35               | 45               | 125              | -                | - | -                    | -                    | -                    |                      |                      |
| 1983-1984  | Indians de Springfield        | LAH        | 7     | 0                | 1                | 1                | 2                | 4                | 0 | 0                    | 0                    | 0                    |                      |                      |
| 1984-1985  | Saguenéens de Chicoutimi      | LHJMQ      | 2     | 0                | 1                | 1                | 4                | -                | - | -                    | -                    | -                    |                      |                      |
| 1984-1985  | Black Hawks de Chicago        | LNH        | 60    | 0                | 6                | 6                | 54               | 6                | 0 | 3                    | 3                    | 2                    |                      |                      |
| 1985-1986  | Black Hawks de Chicago        | LNH        | 71    | 7                | 7                | 14               | 60               | 3                | 0 | 0                    | 0                    | 0                    |                      |                      |
| 1986-1987  | Blackhawks de Chicago         | LNH        | 66    | 4                | 10               | 14               | 66               | 3                | 1 | 0                    | 1                    | 2                    |                      |                      |
| 1987-1988  | Hawks de Saginaw              | LIH        | 10    | 2                | 7                | 9                | 20               | -                | - | -                    | -                    | -                    |                      |                      |
| 1987-1988  | Blackhawks de Chicago         | LNH        | 58    | 1                | 6                | 7                | 85               | -                | - | -                    | -                    | -                    |                      |                      |
| 1988-1989  | Blackhawks de Chicago         | LNH        | 11    | 0                | 0                | 0                | 18               | -                | - | -                    | -                    | -                    |                      |                      |
| 1988-1989  | Islanders de New York         | LNH        | 58    | 2                | 13               | 15               | 62               | -                | - | -                    | -                    | -                    |                      |                      |
| 1989-1990  | Indians de Springfield        | LAH        | 47    | 7                | 16               | 23               | 66               | 17               | 2 | 11                   | 13                   | 16                   |                      |                      |
| 1989-1990  | Islanders de New York         | LNH        | 18    | 0                | 4                | 4                | 30               | 1                | 0 | 0                    | 0                    | 2                    |                      |                      |
| 1990-1991  | Islanders de Capital District | LAH        | 7     | 0                | 5                | 5                | 6                | -                | - | -                    | -                    | -                    |                      |                      |
| 1990-1991  | Whalers de Hartford           | LNH        | 4     | 0                | 0                | 0                | 4                | -                | - | -                    | -                    | -                    |                      |                      |
| 1990-1991  | Indians de Springfield        | LAH        | 58    | 4                | 23               | 27               | 85               | 18               | 0 | 7                    | 7                    | 26                   |                      |                      |
| 1991-1992  | Whalers de Hartford           | LNH        | 75    | 7                | 17               | 24               | 64               | 5                | 0 | 0                    | 0                    | 2                    |                      |                      |
| 1992-1993  | Lightning de Tampa Bay        | LNH        | 78    | 2                | 12               | 14               | 66               | -                | - | -                    | -                    | -                    |                      |                      |
| 1993-1994  | Lightning de Tampa Bay        | LNH        | 83    | 1                | 15               | 16               | 87               | -                | - | -                    | -                    | -                    |                      |                      |
| 1994-1995  | Lightning de Tampa Bay        | LNH        | 44    | 2                | 4                | 6                | 51               | -                | - | -                    | -                    | -                    |                      |                      |
| 1995-1996  | Red Wings de Détroit          | LNH        | 70    | 1                | 9                | 10               | 33               | 17               | 1 | 0                    | 1                    | 14                   |                      |                      |
| 1996-1997  | Blues de Saint-Louis          | LNH        | 82    | 0                | 4                | 4                | 53               | 6                | 1 | 0                    | 1                    | 8                    |                      |                      |
| 1997-1998  | Blues de Saint-Louis          | LNH        | 81    | 3                | 7                | 10               | 90               | 10               | 0 | 1                    | 1                    | 8                    |                      |                      |
| 1998-1999  | Blues de Saint-Louis          | LNH        | 52    | 1                | 1                | 2                | 99               | -                | - | -                    | -                    | -                    |                      |                      |
| 1999-2000  | Blues de Saint-Louis          | LNH        | 81    | 1                | 8                | 9                | 75               | 7                | 0 | 1                    | 1                    | 6                    |                      |                      |
| 2000-2001  | Blues de Saint-Louis          | LNH        | 2     | 0                | 0                | 0                | 0                | -                | - | -                    | -                    | -                    |                      |                      |
| 2000-2001  | Penguins de Pittsburgh        | LNH        | 36    | 1                | 4                | 5                | 26               | 12               | 0 | 1                    | 1                    | 2                    |                      |                      |
| 2001-2002  | IceCats de Worcester          | LAH        | 2     | 0                | 0                | 0                | 0                | -                | - | -                    | -                    | -                    |                      |                      |
| 2001-2002  | Blues de Saint-Louis          | LNH        | 30    | 0                | 3                | 3                | 2                | 7                | 0 | 0                    | 0                    | 4                    |                      |                      |
| 2002-2003  | Penguins de Pittsburgh        | LNH        | 69    | 2                | 5                | 7                | 36               | -                | - | -                    | -                    | -                    |                      |                      |
| 2002-2003  | Lightning de Tampa Bay        | LNH        | 1     | 0                | 0                | 0                | 0                | -                | - | -                    | -                    | -                    |                      |                      |
| 2003-2004  | Penguins de Pittsburgh        | LNH        | 52    | 1                | 8                | 9                | 27               | -                | - | -                    | -                    | -                    |                      |                      |
| 2003-2004  | Canucks de Vancouver          | LNH        | 9     | 0                | 2                | 2                | 2                | 3                | 0 | 0                    | 0                    | 2                    |                      |                      |
| Totaux LNH | Totaux LNH                    | Totaux LNH | 1 191 | 36               | 145              | 181              | 1 090            | 80               | 3 | 6                    | 9                    | 52                   |                      |                      |

### En équipe nationale
| Année | Compétition          |   | PJ | B | A | Pts | Pun                  |  | Résultat |
| 1994  | Championnat du monde | 8 | 0  | 0 | 0 | 2   | Médaille d'or, monde |  |          |